# École normale William-Ponty

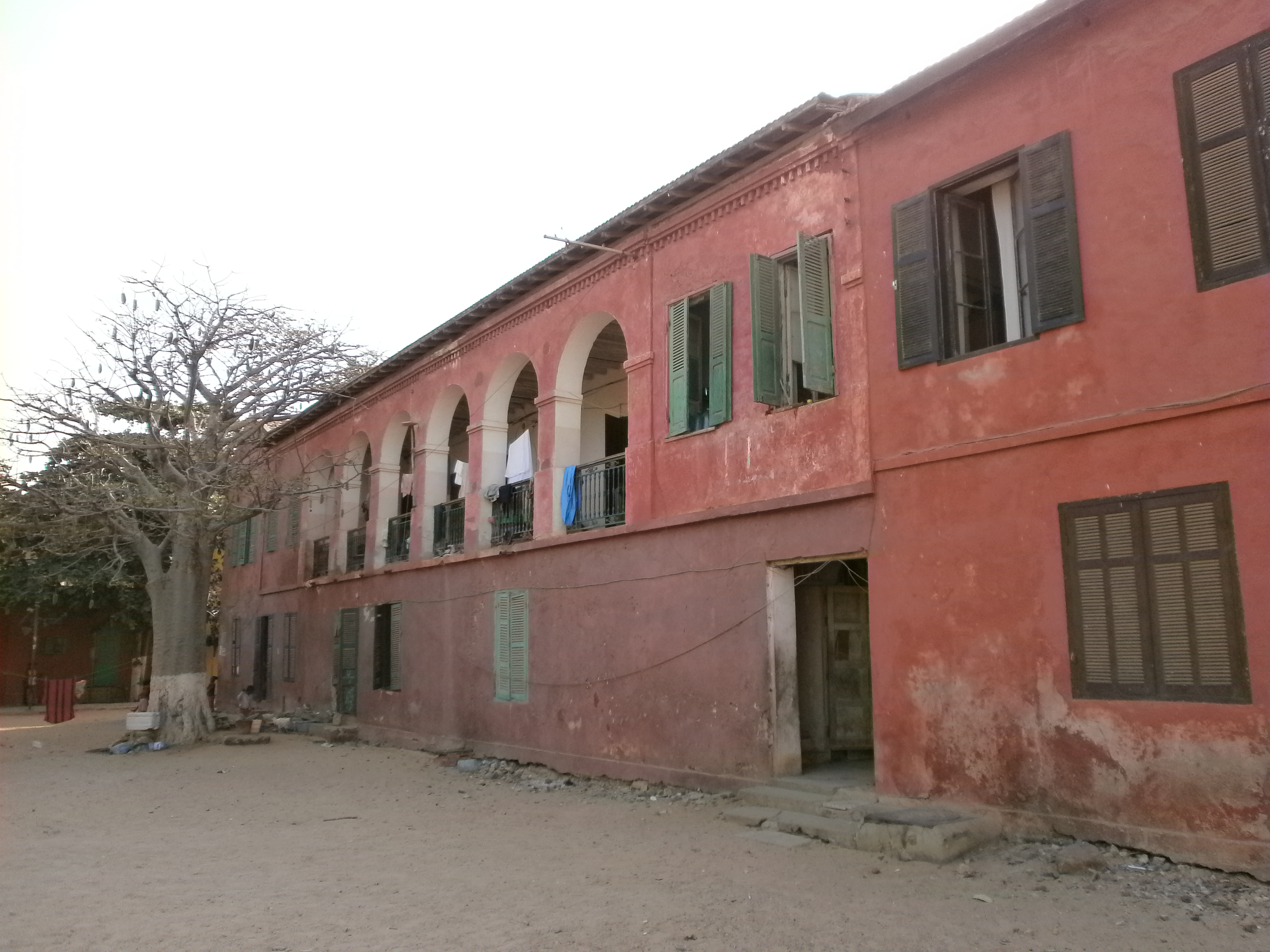
L'ancienne École normale William-Ponty à Gorée.

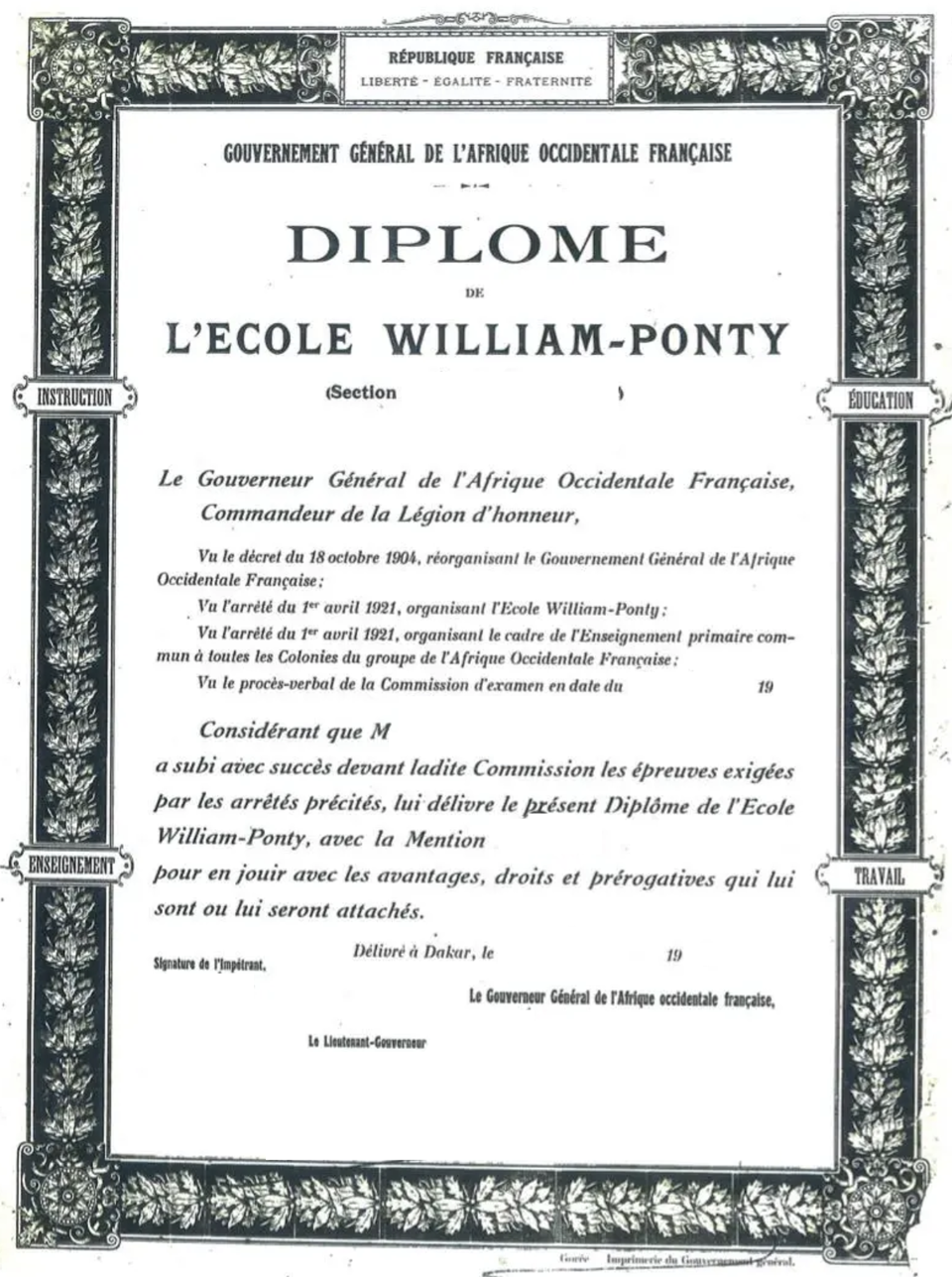
Diplôme de l'école normale William-Ponty.

L'École normale William-Ponty est l'école normale fédérale de l'Afrique-Occidentale française (AOF) qui a formé – avant l'ère des indépendances –, la plupart des instituteurs, médecins et cadres d'Afrique de l'Ouest, dont de nombreux ministres et chefs d'État ou de gouvernement, tels que  Félix Houphouët-Boigny, Daniel Ouezzin Coulibaly, Modibo Keïta, Hubert Maga, Mathias Sorgho, Hamani Diori, Mamadou Dia ou Abdoulaye Wade. Plus de 2 000 élèves, surnommés « Pontins », en sont issus.
L'école a changé plusieurs fois de dénomination, de statut et de localisation : créée à Saint-Louis en 1903, elle est transférée sur l'île de Gorée en 1913, puis à Sébikhotane, près de Rufisque, en 1937. L'institution se perpétue après l'indépendance, mais perd de sa spécificité avec les réformes du système éducatif, puis la multiplication des Écoles de formation d'instituteurs (EFI).
Vue comme un établissement « prestigieux », un « vivier », une « pépinière » de futurs cadres par les uns, elle est décriée par d'autres comme un instrument idéologique, « jouant le même rôle que l'armée coloniale auprès des tirailleurs », « l'école de la soumission, de la compromission, de l'équilibre à tout prix », voire « le cimetière de l'intelligence africaine ». Au-delà des différentes approches, l'École normale William-Ponty a assurément occupé une place significative dans la vie sociale, culturelle et politique du XXe siècle en Afrique de l'Ouest.

## Histoire
L'enseignement à l'occidentale a commencé à se diffuser en Afrique de l'Ouest au cours de la première moitié du XIXe siècle, surtout à travers les écoles tenues par des congrégations religieuses, même si l'instituteur Jean Dard avait déjà ouvert une école publique à Saint-Louis dès 1817. Lorsque Faidherbe arrive au Sénégal en 1854, il est persuadé de la valeur stratégique de l'enseignement et de la propagation de la langue française. L'année suivante, il fonde l'École des otages – rebaptisée par la suite « École des fils de chefs et des interprètes » –, puis, en 1857, une première école laïque à Saint-Louis. D'autres écoles sont créées dans la foulée, primaires d'abord, puis secondaires.

### Saint-Louis (1903-1913)
Une école normale est officiellement créée à Saint-Louis en novembre 1903. Elle fonctionne d'abord en tant que section de l'École des fils de chefs et des interprètes, dans le quartier de Sor, donc en dehors de l'île, une localisation qui nuit à son succès. En 1907, la section des instituteurs est séparée de celle des interprètes et installée rue Porquet – dans l'île désormais –, dans les locaux mieux adaptés de l'ancienne École Faidherbe. Le nombre d'élèves en provenance de l'AOF croît de manière significative et l'établissement se trouve bientôt à l'étroit. Plusieurs solutions sont alors envisagées, mais aucune n'aboutit jusqu'au départ vers Gorée en 1913.
À sa création, l'école est placée sous l'autorité du gouverneur général et de l'inspecteur de l'enseignement en AOF. En 1907, elle est placée sous l'autorité directe du gouvernement du Sénégal, puis, en 1912, à la suite d'un conflit, elle revient à nouveau au gouvernement général de l'AOF.
Dès le début et jusqu'à la fin de la période coloniale, l'accès à l'école se fait par concours. Le certificat d'études primaires, d'abord exigé, ne l'est plus à partir de 1904. La difficulté du concours varie selon les années : 30 candidats sur 50 sont admis en 1905, 35 sur 66 en 1910, 10 sur 54 en 1912. Ces chiffres indicatifs ne reflètent pas la sélectivité du concours, car seuls les meilleurs y sont présentés. Un grand prestige est donc attaché à sa réussite. Les élèves sont externes, généralement boursiers. Les premières années ils sont avant tout Sénégalais, mais cette proportion s'inverse par la suite, donnant à l'école son caractère véritablement fédéral. Cependant, à l'exception d'un certificat d'aptitude à l'enseignement, les sortants ne reçoivent pas de véritable diplôme reconnu en dehors de ce contexte.

### Gorée (1913-1937)
L'École normale d'instituteurs de Saint-Louis est transférée à Gorée le 1er mars 1913 et prend dans un premier temps le nom d'« École normale d'instituteurs de Gorée ». Le 13 juin 1915 le gouverneur général de l'AOF, William Ponty, meurt à Dakar, et quelques semaines plus tard, l'école est rebaptisée en son honneur « École normale William-Ponty ». En 1921 l'école est réorganisée, elle intègre l'École d'apprentissage administratif et commercial dite « École Faidherbe » et change d'appellation pour devenir l'« École William-Ponty » tout court. Elle comprend en effet désormais trois filières : une section destinée à la formation des instituteurs, une section générale formant des agents de l'administration et du commerce et une section préparant les candidats à l'École de médecine de l'AOF à Dakar. La section administrative sera supprimée en 1924.
Au début des années 1930, le théâtre prend, sous l'égide de Charles Béart, une place croissante au sein de l'école. Des pièces sont composées et jouées, d'abord lors de la fête de fin d'année – appelée « fête d'art indigène » –, puis à Dakar et même à Paris, aux théâtre des Champs-Élysées, dans le cadre de l'Exposition internationale de 1937. Ces productions dramatiques trouvent leur inspiration dans la tradition, les coutumes (Un mariage au Dahomey, 1934) et les légendes africaines (Assémien Déhylé, roi du Sanwi, écrit par Bernard Dadié alors en troisième année), empruntant quelquefois leur sujet à l'Histoire (Entrevue de Samory et du capitaine Péroz, 1936).
À partir de 1933, les élèves doivent rédiger et soutenir des mémoires de fin d'études sur un sujet de leur choix, connus sous le nom de « Cahiers de Ponty ». 791 de ces travaux sont conservés à l'Institut fondamental d'Afrique noire (IFAN). Remarquables ou non, ils constituent pour les chercheurs une mine d'informations sur les origines et les centres d'intérêts de leurs auteurs. À titre d'exemple, des élèves originaires de Casamance ont ainsi traité les sujets suivants : L'alimentation indigène en Casamance, Rites funéraires dans le cercle de Ziguinchor, La circoncision chez les Joola ou Une peuplade curieuse en Casamance, les Mankagne. Dans le corpus conservé, les pays les plus représentés sont le Sénégal (232), la Côte d'Ivoire (142), le Soudan (111), le Cameroun (111).
À Gorée, l'école est installée dans un grand bâtiment, connu sous le nom de « maison Lafitte », qui fut construit en 1770 sur la place principale de l'île – la future place du Gouvernement – par le négociant bordelais Lafitte. Cette bâtisse est dotée d'une belle façade ornée en plein centre d'une loggia aux arcades sur piliers carrés. Dans l'intervalle, elle avait été agrandie, transformée, louée puis confisquée par l'État, et avait notamment hébergé en 1816-1817 le colonel Schmaltz, nommé gouverneur du Sénégal. Lorsque l'école quitte les lieux pour Sébikhotane en 1937, la maison est transformée en caserne pour les laptots de l'artillerie côtière. En 1978, l'île de Gorée est inscrite sur la liste du patrimoine mondial de l'UNESCO et, comme d'autres édifices, l'ancienne école attend sa restauration.

### Sébikhotane (1937-1965)
En 1937, l'école est transférée à Sébikhotane, près de Rufisque, dans une ancienne caserne située le long de la ligne de chemin de fer. Sébi William Ponty (ou Séby Ponty) est aujourd'hui le nom du village créé par le personnel africain de l'École. Situé dans la communauté rurale de Yenne, il compte aujourd'hui 1 800 habitants.
Avec l'arrivée d'Ousmane Thiané Sar et Abdoulaye Albert N'Diaye en 1938, le scoutisme entre aussi à l'école, qui devient le point d'ancrage d'où rayonnera le scoutisme africain.
En 1965, l'école quitte Sébikhotane et une partie des locaux est transformée en prison. 
Les bâtiments de l'ancienne école figurent sur la liste des Sites et Monuments classés. Un petit film tourné en 2006 met en évidence l'état de délabrement du site. Une grande partie des bâtiments a été rénovée par une ONG français (MACAQ Sans Frontières et Actions et développement) en partenariat avec une association locale "Soutenons les enfants".
À quelques centaines de mètres, se trouve le chantier de l'Université du Futur Africain, projet du président Wade, lancé en 2006 et programmé pour accueillir deux mille étudiants. Le chantier est suspendu (février 2006); quatre bâtiments, dont un en forme de pyramide inversée pour la bibliothèque, sont avancés jusqu'au gros œuvre.

## Destin des Pontins
Les témoignages sur le parcours des anciens élèves de l'école ne manquent pas, notamment à travers les autobiographies et biographies des personnalités qui en sont issues, mais aussi à grâce aux enquêtes et entretiens menés dans le cadre de travaux de recherche de grande ampleur, tels ceux de l'historien Jean-Hervé Jézéquel, qui soutient en 2002 une thèse intitulée Les « mangeurs de craies » : socio-histoire d'une catégorie lettrée à l'époque coloniale : les instituteurs diplômés de l'école normale William-Ponty (c.1900-c.1960) ou ceux du sociologue Boubacar Ly publiant en 2009 une somme en six volumes, L'école et les instituteurs. Les instituteurs au Sénégal de 1903 à 1945, dont le troisième est particulièrement axé sur la formation.
La fierté des lauréats et leur sentiment d'appartenance à un corps d'élite, renforcé par le port de l'uniforme et des écussons, le partage de loisirs communs à travers le sport, la musique, le théâtre ou le scoutisme, ne font aucun de doute. Avec le recul, la longue liste des écrivains de renom (Abdoulaye Sadji, Ousmane Socé Diop) ou des hommes politiques de premier plan qui y effectuèrent leur scolarité, accroît encore la satisfaction d'avoir été formé dans cette « pépinière » d'exception – une formule qui a fait flores.
Pourtant les déceptions n'ont pas manqué. Coupé de ses pairs, l'instituteur fraîchement émoulu de l'école commençait souvent sa carrière dans un village de brousse où il ne bénéficiait pas de la considération qu'il escomptait au terme de trois années de formation. Son diplôme de fin d'études n'est pas reconnu en métropole. Lorsqu'il ne devient pas instituteur et qu'il n'a pas eu la possibilité, comme une infime minorité, de poursuivre ses études en France, il reste cantonné dans un emploi de cadre moyen.
Certaines voix vont beaucoup plus loin pour dénoncer le rôle joué par l'école, comme celle du critique béninois Guy Ossito Midiohouan, professeur titulaire à l'université d'Abomey-Calavi, où il enseigne depuis plusieurs décennies la littérature négro-africaine d'expression française.
Confrontés à ces insatisfactions, les instituteurs développent des stratégies de repositionnement assez variées. Certains restent très attachés à leur idéal de lettré, beaucoup prennent des distances, d'autres se reconvertissent dans les affaires ou entrent en politique. L'apparition d'un nouvel espace public entre les deux guerres leur fournit un terrain de mobilisation sociale au sein d'un « réseau des instruits », d'une communauté de « lectures partagées ». Particulièrement actifs au lendemain de la Seconde Guerre mondiale, ils ne constituent cependant pas un groupe d'intérêt politique homogène au moment d'aborder les luttes pour les indépendances.

## Anciens élèves
- Michel Ahouanmènou
- Albert Akindès
- Julien Alapini
- Dominique Aplogan
- François Aplogan
- Ibrahima Barry
- Salomon Biokou
- Antoine Boya
- Bernard Dadié
- Adrien Degbey
- René Deroux
- Mamadou Dia
- Ibrahima Diallo
- Yacine Diallo
- Hamani Diori
- Amadou Doucouré
- Jean Félix-Tchicaya
- Boubou Hama
- Félix Houphouët-Boigny
- Koumandian Keita
- Mamadou Keita
- Modibo Keïta
- Amadou Lamine-Guèye
- Hubert Maga
- Félix Moumié
- Abdoulaye Sadji
- Fily Dabo Sissoko
- Mathias Sorgho
- Abdoulaye Wade
- Émile Derlin Zinsou